# 長谷川良平
長谷川良平（1930年3月25日—2006年7月29日），日本棒球選手，出生於愛知県半田市，曾經效力於日本職棒廣島鯉魚等隊伍，於1963年退休，生涯通算197次勝投。